# Cimadolmo
Cimadolmo é uma comuna italiana da região do Vêneto, província de Treviso, com cerca de 3.327 habitantes. Estende-se por uma área de 17 km², tendo uma densidade populacional de 196 hab/km². Faz fronteira com Mareno di Piave, Maserada sul Piave, Ormelle, San Polo di Piave, Santa Lucia di Piave, Spresiano, Vazzola.

## Demografia
| Variação demográfica do município entre 1861 e 2011                               |
|                                                                                   |
| Fonte: Istituto Nazionale di Statistica (ISTAT) - Elaboração gráfica da Wikipedia |